# Hinzuanius comorensis
Hinzuanius comorensis is een hooiwagen uit de familie Biantidae.